# Petanang (Lembak)
Petanang is een bestuurslaag in het regentschap Muara Enim van de provincie Zuid-Sumatra, Indonesië. Petanang telt 1876 inwoners (volkstelling 2010).